# Kriegserklärung Italiens an Frankreich und Großbritannien
Italiens Kriegserklärung an Frankreich und Großbritannien war die Kriegserklärung des faschistischen Italien an die Alliierten während des Zweiten Weltkriegs. Sie wurde am 10. Juni 1940 durch den italienischen Außenminister Galeazzo Ciano an die Botschafter von Frankreich und Großbritannien in Rom übergeben. Am Abend hielt Benito Mussolini eine Propagandarede zum Kriegseintritt.

## Politik der Nichtkriegführung

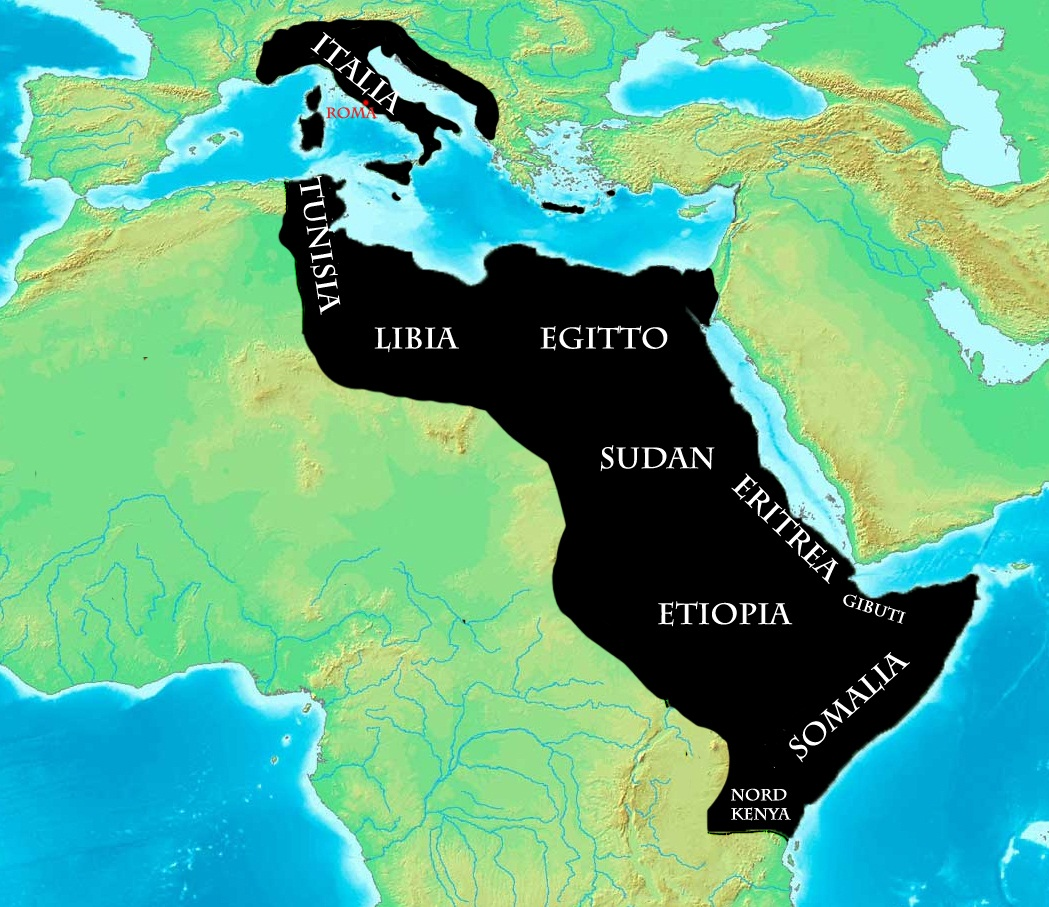
Das angestrebte Imperium

Im Mai 1939 sagten sich Italien und Deutschland im Stahlpakt bedingungslosen militärischen Beistand im Kriegsfall zu. Nach italienischem Verständnis sollte ein Krieg frühestens 1943 begonnen werden, wenn Italien seine Vorbereitungen abgeschlossen hätte. Als sich mit dem Abschluss des deutsch-sowjetischen Nichtangriffspaktes der Bündnisfall wegen eines Krieges mit Polen abzeichnete, wurde Mussolini von König Viktor Emanuel III. vor einem Kriegseintritt Italiens gewarnt. Das Heer wäre in einem erbärmlichen Zustand und die Stimmung in Italien deutschfeindlich.
Italien blieb 1939 mit Deutschland verbündet, aber nicht kriegführend. Italien erhoffte zwar aus ethnischen Ansprüchen (Nizza und Korsika) und aus kolonialen Ambitionen (Tunesien und Französisch-Somaliland) eine Expansion zulasten Frankreichs erreichen zu können, das sollte aber eher durch diplomatische Schachzüge wie 1935 mit der Stresa-Front als durch Kampfhandlungen erfolgen. Nach den Erfahrungen des Ersten Weltkriegs sah man einen europäischen Krieg als verheerend und von keiner Seite gewinnbar an. Deutschland wurde als Bündnispartner geschätzt, aber zugleich eine deutsche Dominanz befürchtet. Statt einer Kriegsbeteiligung hoffte Italien, das bereits in Libyen und Äthiopien militärisch gebunden war, auf einen europäischen Friedensschluss im Sitzkrieg (drôle de guerre) mit italienischer Unterstützung, bei dem man unter günstigen Umständen die französische und britische Vorherrschaft im Mittelmeerraum zugunsten Italiens zurückdrängen könnte.

## Entscheidung für Kriegseintritt
Am 18. März 1940 beim Treffen mit Hitler am Brenner erklärte Mussolini, dass Italien frühestens in vier Monaten in den von Hitler skizzierten Feldzug gegen Frankreich eingreifen könnte, wobei Hitler einen unterstützenden italienischen Vorstoss durch das Rhonetal ansprach, falls der deutsche Angriff ins Stocken käme. Großbritannien müsste wegen der französischen Niederlage dann um Frieden nachsuchen und Italien würde zum Herrn über das Mittelmeer. Mit der Besetzung der neutralen Staaten Norwegen und Dänemark (Unternehmen Weserübung) im April und den deutschen Erfolgen des im Mai anlaufenden Westfeldzug gab die italienische Machtelite aus Militär (um Marshall Badoglio), König, Partei und Industrie ihren Widerstand gegen einen Kriegseintritt auf und änderte die Strategie. Zum ersten und einzigen Mal gab es auch aus der Bevölkerung lautstarke Zustimmung zum Krieg. Am 14. Mai kündigte Mussolini gegenüber dem deutschen Botschafter von Mackensen, den baldigen Kriegseintritt an. Die Entscheidung zum Kriegseintritt traf er ohne vorherige Beratungen. Am 30. Mai wurde eine Mitteilung Mussolinis an Hitler übergeben, die angesichts der schnellen Kapitulation Belgiens, den Kriegseintritt zum 5. Juni ankündigte. Da Hitler befürchtete, dass deshalb französische Flugzeuge in den Süden verlegt und so einem geplanten deutschen Großangriff entgehen könnten, wurde der Termin auf den 10. Juni verschoben.

## Verlauf

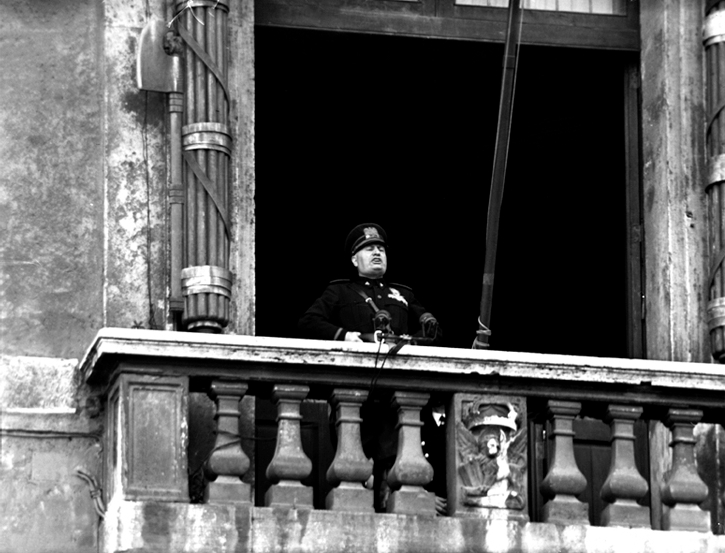
Mussolini spricht auf dem Balkon des Palazzo Venezia

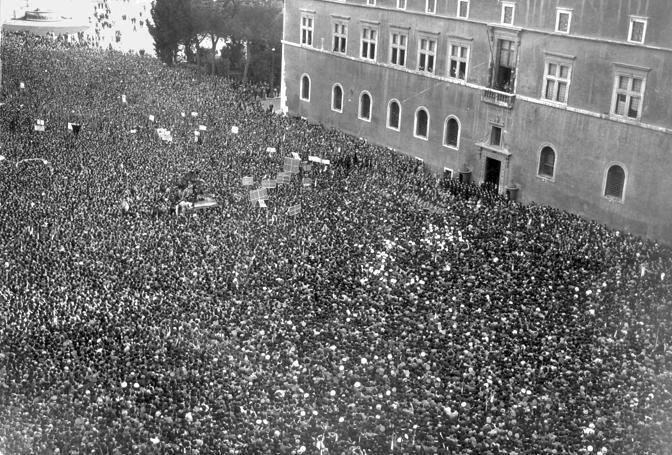
Menschenmenge vor dem Palazzo Venezia während der Rede von Mussolini

Am späteren Nachmittag des 10. Juni hatte Graf Galeazzo Ciano (1903–1944), der italienische Außenminister (und Schwiegersohn Mussolinis), zunächst den französischen Botschafter André François-Poncet (um 16:30 Uhr) und kurz darauf den englischen Botschafter Percy Loraine (um 16:45 Uhr) im Palazzo Chigi empfangen, um die offiziellen Kriegserklärungen zu übergeben, worin es gleichlautend hieß:

“Sua Maestà il Re e Imperatore dichiara che l'Italia si considera in stato di guerra con la Francia [rispettivamente con la Gran Bretagna] a partire da domani 11 giugno.”

„Seine Majestät der König und Kaiser erklärt, dass sich Italien ab morgen, dem 11. Juni, als im Kriegszustand mit Frankreich [bzw. mit Großbritannien] befindlich betrachtet.“

Mussolini hielt eine Propagandarede abends um 18:00 Uhr in der Uniform des Primo Caporale Onorario (Erster Ehrenkorporal) der faschistischen Miliz der Schwarzhemden vor einer auf der Piazza Venezia versammelten Menschenmenge. Sie wurde vom staatlichen italienischen Radiosender Ente Italiano per le Audizioni Radiofoniche (EIAR) in allen größeren italienischen Städte (Mailand, Palermo, Turin, Bari, Bologna, Genua, Venedig, Neapel usw.) ausgestrahlt, mit speziellen, bereits am Nachmittag eingerichteten Lautsprechern.
Die Proklamation des italienischen Königs Vittorio Emanuele folgte am nächsten Tag (Rom, 11. Juni).

## Reaktionen

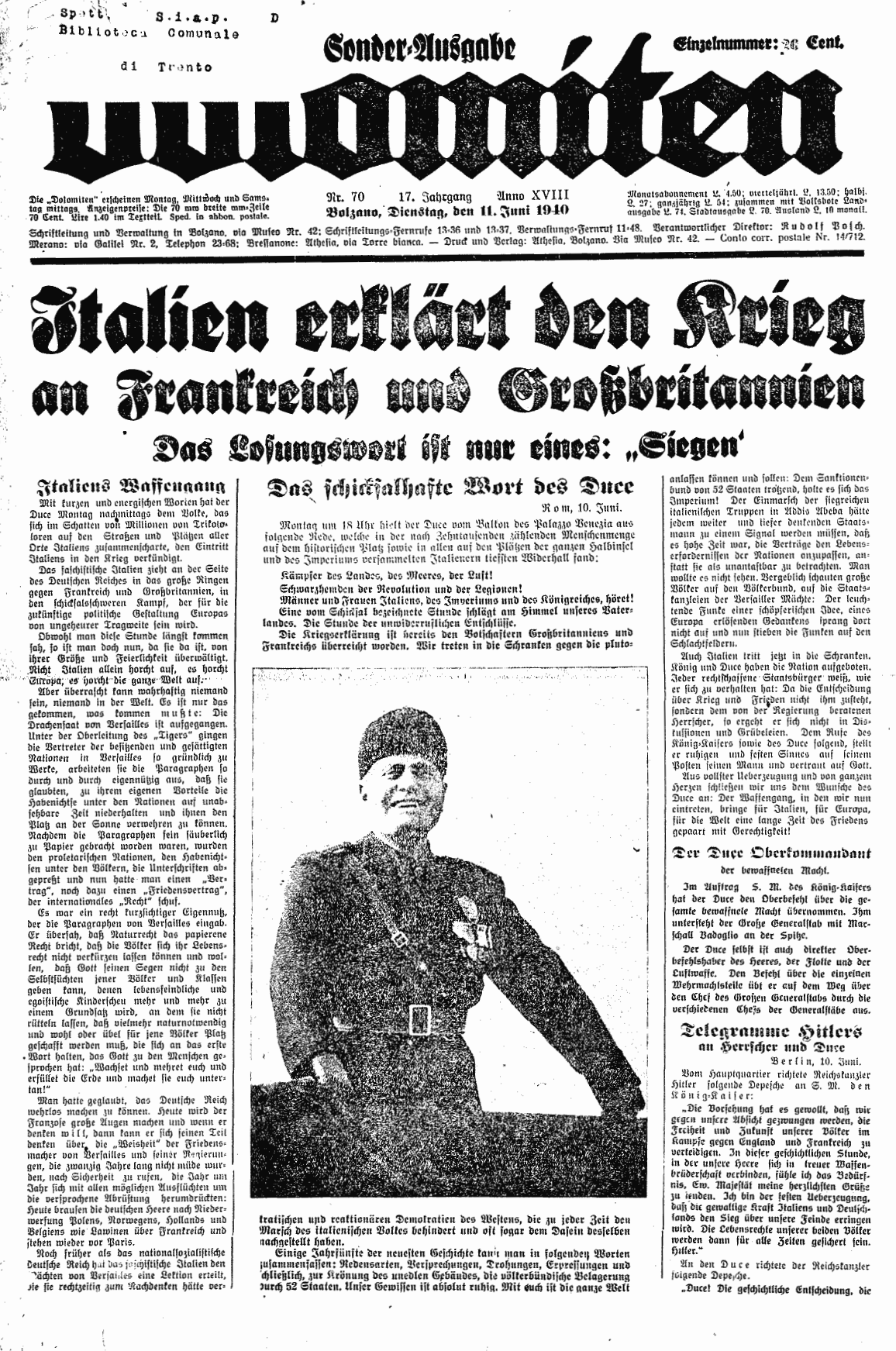
Die Sonderausgabe der Dolomiten vom 11. Juni 1940

Nach der Kriegserklärung hatte Hitler sofort zwei Solidaritäts-Telegramme geschickt, eines adressiert an den italienischen König, das andere an Mussolini. Die Zuständigen haben die Telegramme offenbar in einem sehr fehlerhaften Italienisch verfasst.
Die italienische Presse brachte die Nachricht mit großem Getöse und Aufmachern in Großbuchstaben heraus, worin begeistert Zitate aus der Rede verwendet und die vollständige Einwilligung zu den getroffenen Entscheidungen demonstriert wurden:
- Corriere della sera: Folgorante annunzio del Duce ("Blendende Ankündigung des Duce").
- Il Popolo d’Italia: POPOLO ITALIANO CORRI ALLE ARMI! ("ITALIENISCHES VOLK, GREIF ZU DEN WAFFEN!").
- Il resto del Carlino: Viva il Duce Fondatore dell’Impero GUERRA FASCISTA ("Es lebe der Duce, der Gründer des Reiches FASCHISTISCHER KRIEG").
- Il Gazzettino: Il Duce chiama il popolo alle armi per spezzare le catene del Mare nostro ("Der Duce ruft das Volk zu den Waffen, um die Ketten unseres Meeres zu sprengen").
- L’Italia: I dadi sono gettati L’ITALIA È IN GUERRA ("Die Würfel sind gefallen ITALIEN IST IM KRIEG").
- La Stampa: Il Duce ha parlato ("Der Duce hat gesprochen").[9]
- Dolomiten: Italien erklärt den Krieg an Frankreich und Großbritannien. Das Losungswort ist nur eines: ‚Siegen‘. Das schicksalhafte Wort des Duce.

Eine einzige kritische Stimme – neben denen der illegalen Zeitungen – erhob die Zeitung Osservatore Romano (Der Römische Beobachter), die amtliche Tageszeitung des Apostolischen Stuhls, die in ihrer kritischen Reaktion von einem „geblendeten“ Duce («E il duce (abbagliato) salì sul treno in corsa.») sprach. Der Titel wurde vom italienischen Führer mit Bestürzung aufgenommen, so dass Roberto Farinacci, der Generalsekretär der PNF, in einem Kommentar zur Presse sagte: «Bene, bene. La Chiesa è stata la costante nemica dell’Italia» (Gut, gut. Die Kirche war stets der Feind Italiens).
Eine Reaktion des britischen Premierministers Churchill zur Kriegserklärung erfolgte einige Monate später ins Mikrofon von Radio London in einem Aufruf an das italienische Volk:

“There lies the tragedy of Italian history and there stands the criminal who has wrought the deed of folly and of shame.”

„Das ist die Tragödie der italienischen Geschichte. Und dies ist der Verbrecher, der diese Taten der Torheit und Schande schmiedete.“

## Folgen

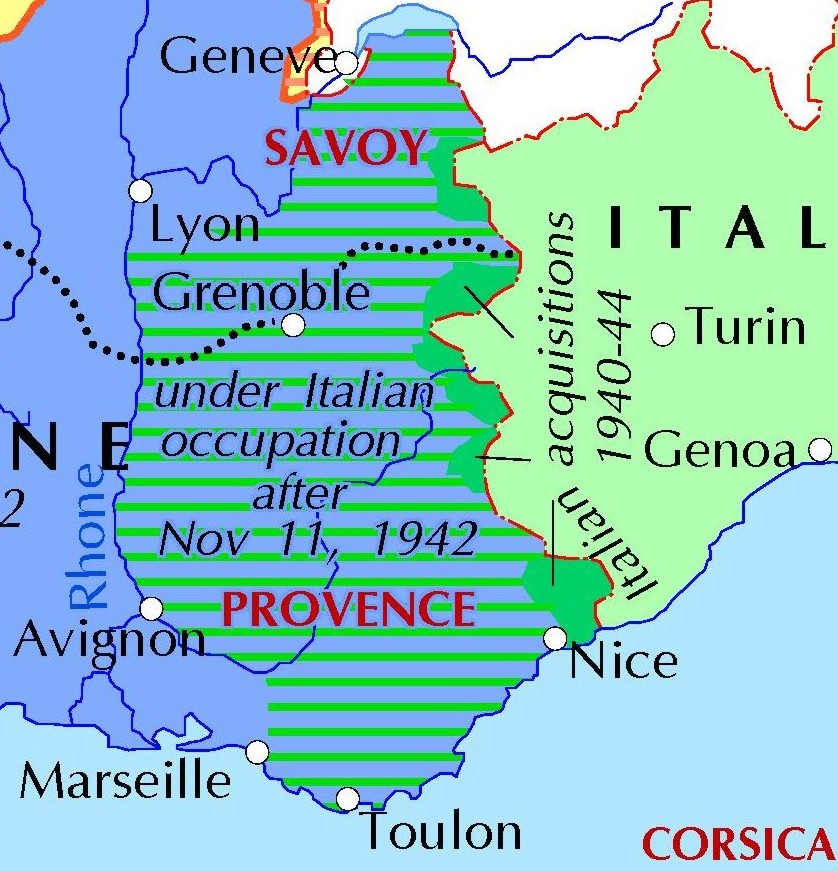
Annektierte Gebiete und entmilitarisierte Zone

Militärisch führte Italien unbedeutende Luftangriffe auf Korsika, Südfrankreich und Malta aus. Der Angriff in den Westalpen kam bei schlechtem Wetter und dem ersten französischen Widerstand zum Erliegen.
Hitler schloss mit Vichy-Frankreich am 22. Juni 1940 den Waffenstillstand von Compiègne zu relativ moderaten Bedingungen, da er Petain nicht schwächen und das Freie Frankreich um De Gaulle nicht stärken wollte. Italien konnte so auf diplomatischer Ebene im französisch-italienischen Waffenstillstand vom 24. Juni nur geringfügige Gebietsgewinne und einen fünfzig Kilometer breiten entmilitarisierten Grenzstreifen auf der französischen Seite durchsetzen. Die französische Flotte blieb unangetastet. Da das Vereinigte Königreich von Deutschland weder besetzt, noch zu einem Friedensschluss bewegt werden konnte, steckte Italien nunmehr in einem langwierigen Krieg, auf den es nicht vorbereitet war.